# بردسکن
بَردَسکَن () با نام تاریخی زِبَسْک () و دَست‌بَرکَن () یکی از شهرهای جنوب‌غربی استان خراسان رضوی است. این شهر مرکز شهرستان بردسکن است و در سال ۱۳۹۵، تعداد ۲۸٬۲۳۳ نفر جمعیت و ۸٬۵۷۰ خانوار داشته است. بردسکن در گذشته بر سر یکی از راه‌های اصلی تجاری خراسان به دیگر نقاط ایران از راه کویر قرار داشت. گرم‌ترین دمای آن گاهی به ۴۵ درجه و سردترین آن به ۱۰ درجه سانتیگراد زیر صفر می‌رسد. در کتاب‌های تاریخ نخستین بار اعتمادالسلطنه در ذکر راه‌های نیشابور به دیگر نقاط، از منزل چهارم از جاده سوم طبس به نام برداسکن سخن می‌گوید. از محصولات مهم این شهر می‌توان به پسته، انار (رب انار)، انجیر، انگور، کشمش، گردو، زعفران، خشکبار و حلوا مغزی اشاره کرد. اکنون بردسکن دارای سه مرکز آموزش عالی شامل دانشگاه آزاد اسلامی واحد بردسکن، دانشگاه پیام نور واحد بردسکن و دانشگاه علمی کاربردی بردسکن است. انواع گلیم‌ها و قالیچه‌ها؛ همچنین سبدهای حصیرباف، کلاه و نمد مهم‌ترین صنایع دستی بردسکن را تشکیل می‌دهند. این شهر در دامنه‌های جنوبی رشته‌کوه کوهسرخ قرار دارد. در سال ۱۴۰۱؛ ۱۵ مهر در تقویم بردسکن، روز بردسکن نامگذاری شده است و هرساله در این روز مردم بردسکن جشن می‌گیرند به‌طوری که در سال ۱۴۰۲ بیش از ۱۵ هزار نفر این روز را جشن گرفتند.

## وجه تسمیه
ترتیب زمانی نام این شهر را زبسک، بردمسکن، دست‌برکن، برداسکن و بردسکن گفته‌اند که در مورد هر یک از این نام‌ها دیدگاه‌های گوناگونی وجود دارد.
- نام بردسکن را می‌توان برگرفته از بَردْ به معنی سنگ در زبان کردی و مسکن به معنی سامن یا اسکان برداشت می‌شود. با نگاهی به آب بردسکن که بسیار سرد است و به آب نوبهار معروف است شاید بتوان به این دلیل نامگذاری نزدیک‌تر شد؛ بنابراین بردسکن سرزمینی با زمستان‌های سرد و خشک بوده که مردم در سنگ‌ها و کوهستان‌های آن اسکان یافته‌اند و اگر به‌دلیل نامگذاری دیگری بخواهیم اشاره کنیم، این است که بَردْ را به معنای همان سرزمین سرد و خشک بگیریم و اسکن را به معنای آرامش. پس بردسکن به معنی سرزمین سرد و خشک است که مردمش با آرامش در آن ساکن هستند. به‌طور خلاصه برد اسکن یعنی سکونتگاه سنگی.
- همچنین می‌گویند، در این منطقه چون درختان میوه بسیار بوده است به ویژه میوه‌هایی مانند انجیر، انگور و گلابی که با دست و به سختی چیده می‌شوند. مسافرانی که از راه کویر به نیشابور سفر می‌کردند، هنگام گذشتن از این مسیر و دیدن رنج مردم منطقه در چیدن میوه‌ها، اصطلاح بردست کندن را برای آن‌ها به کار می‌بردند یعنی مردمی که میوه‌ها را با دست می‌کندند. در واقع بر به معنی میوه است و با ترکیب بَرْ و دست‌کن با گذشت زمان، بردسکن شده است.[۷]
- یکی از نظریاتی که کمتر به آن پرداخته شده استفاده از ترکیب بر+دسکن است با توجه به اینکه در منطقه ترشیز برای آدرس دهی استفاده از کلمه بر به معنی کنار بسیار مرسوم است و مثال‌های فراوانی برای آن هست مانند بَر کال (به معنای کنار کال) و بر چاه (کنار چاه) می‌توان این نظریه را مطرح کرد که بردسکن به معنای کنار دسکند هست (در دوره حمله افغان‌ها حفر دسکند در منطقه ترشیز مرسوم بوده) احتمالاً دسکندی در ان منطقه قرار داشته که مردم برای آدرس دهی از بر دسکند استفاده می‌کردند که به مرور این منطقه به بردسکن معروف شده است.[نیازمند منبع]

## پیشینه
شهرستان بردسکن دارای گذشتهٔ تاریخی چندین هزارساله است. برج فیروزآباد از یادگارهای دورهٔ سلجوقیان، برج علی‌آباد مربوط به دورهٔ ایلخانیان و آثار پرشمار دیگر از جمله آن تپه چوپان مربوط به هزاره دوم پیش از میلاد نشان از دیرینگی این منطقه دارد.
بردسکن (زبسک) پاره‌ای از ناحیه تاریخی ترشیز قدیم است. در قرن هشتم هجری؛ خواجه علی مؤید (حکومت: ۷۶۶–۷۸۳)، واپسین امیر سربداری، ناحیه ترشیز را به قلمرو حکومتی خود درآورد اما در سال ۷۷۹ق، درویش رکن‌الدین و جلال‌الدین شاه‌شجاع همداستان شده و بر حکومت سربداران تاختند و ترشیز یکی از مناطقی بود که به آن دست یافتند. پس از آن، خواجه‌علی به کمک امیرولی استرآبادی (حاکم استرآباد)، دوباره بر ترشیز مسلط شد. او در این گیرودار، یک بار نیز از خواجه‌سدید که از سدیدیان ترشیز بود کمک گرفت. خواجه‌علی، بار دیگر در سال ۷۷۲ق به کمک جلال‌الدین شاه‌شجاع که قبلاً به درویش رکن‌الدین کمک کرده بود، ترشیز را تسخیر نمود. سرانجام، با تسلیم خواجه‌علی مؤید به امیر تیمور گورکانی در حدود سال ۷۸۲ ه‍. ق، حکومت محلی سربداری‌ها از خراسان و ناحیه ترشیز برچیده شد. گفتنی است برخی منابع، پس از خواجه‌علی و در فاصله سال‌های ۷۸۲ تا ۷۸۴ق از حکومت امیرولی استرآبادی و پس از وی، امیرلی سدیدی بر ناحیه ترشیز گزارش داده‌اند.

## موقعیت ارتباطی

خیابان امام خمینی بردسکن

بردسکن در حاشیه جاده ترانزیتی سبزوار – بجستان واقع شده است؛ این جاده استان‌های کرمان، سیستان و بلوچستان، خراسان جنوبی و شهرستان‌های جنوبی استان خراسان رضوی را به تهران متصل می‌کند. در حوزه ریلی، بردسکن در مسیر راه‌آهن در حال مطالعه سبزوار – کاشمر قرار دارد. در صورت بهره‌برداری از این خط، شهرستان بردسکن به راه‌آهن سراسری تهران – مشهد و راه‌آهن سراسری مشهد – بندرعباس متصل می‌شود.

## موقعیت جغرافیایی
شهرستان بردسکن در کرانه شمالی کویر نمک، بین ۵۶ درجه و ۱۴ دقیقه تا ۵۸ درجه و ۱۵ دقیقه طول و ۳۴ درجه و ۴۲دقیقه عرض جغرافیایی گستردگی دارد. شهرستان بردسکن تا سال ۱۳۷۴ بخشی از شهرستان کاشمر بوده است. این شهرستان از سمت شمال با شهرستان ششتمد و شهرستان سبزوار از شرق با شهرستان خلیل‌آباد، از شمال‌شرقی با شهرستان کوهسرخ، از جنوب با شهرستان طبس در استان خراسان جنوبی و از غرب با شهرستان شاهرود در استان سمنان محدود بوده و مرکز آن شهر بردسکن در ۵۷ درجه و ۵۷ دقیقه طول و ۳۵ درجه و ۱۵ دقیقه عرض جغرافیائی و در فاصله ۲۶۵ کیلومتری جنوب‌غربی مشهد قرار دارد. بلندی این شهر از سطح دریا ۹۸۵ متر است و برپایه آخرین تصمیمات کشوری دارای ۳ بخش مرکزی، انابد و شهرآباد و دارای ۳۹۳ روستای دارای سکنه و خالی از سکنه می‌باشد.

## مردم

### جمعیت
بر پایه سرشماری عمومی نفوس و مسکن در سال ۱۳۹۵ جمعیت این شهر ۲۸٬۲۳۳ نفر (در ۸٬۵۷۰ خانوار) بوده است.

### زبان و گویش
مردم بردسکن به زبان فارسی و به گویش کاشمری سخن می‌گویند.

## فرهنگ و هنر

### عشایر

عشایر بردسکن

شهرستان بردسکن با گستردگی جغرافیایی، تنوع اقوام و گذشته‌ای کهن و فرهنگی پربار، درخشان و پویا توانسته است در تاریخ، هویت و ریشه‌دار بودن خویش را حفظ کرده و با سازگاری زیبا، جذاب و پر از در و گهر خود در حوزه میراث غنی فرهنگی، معنوی و طبیعی بدرخشد. این شهرستان از نظر داشتن تنوع اقلیمی چشم‌انداز روشنی از نظر فضای روستائی عشایری خود را حفظ نموده به طوری که اقوام عشایری از قبیل کلاه درازی، طاهری، ایلخانی، شورچاهی، بلوچ خانزائی، طایفه بیگی، تیموری و عبدالسرخ در این منطقه زندگی می‌کنند.

### جایگاه موسیقی در فرهنگ
موسیقی در میان شهرستان بردسکن آمیختگی عمیقی با بخش زیادی از شئونات زندگی آن‌ها داشته و به بازگوکننده غم‌ها، شادی‌ها، آلام، آرزوها، اعتقادات و بینش تفکر اقوام این ناحیه و روایتگر افسانه‌های محلی است که در حقیقت نوعی از موسیقی محلی بوده و به‌طور کلی بر پایه دو بیتی و چهار بیتی خوانی استوار است. این نوع موسیقی در سه قسم: الف) ترانه ب) فریادها ج) داستان‌های روایی قابل تأمل و بررسی است. از آهنگ‌های رایج در این منطقه می‌توان به محمدحسین نامراد، سرحدی، حیدر بیگ، حسینا، گل محمد اشاره کرد؛ و همچنین سازهای رایج در بردسکن بیشتر نی، دایره، دوسازه(قوشمه)، سرنا، دهل و دوتار می‌باشد که سرنا و دهل برای مراسمی نظیر عروسی‌ها، هنگام ریزش باران، برداشت محصول با رقص‌های محلی نواخته می‌شود. رقص دایره اسب چوبی و رقص چوب بازی و رقص دوره نیز از رقص‌های محلی و بومی این منطقه به‌شمار می‌آید.

### صنایع دستی و هنرهای سنتی
از صنایع دستی و هنرهای سنتی شهرستان بردسکن که امروزه در این منطقه رواج دارد می‌توان بافت انواع فرش‌های دستباف با طرح‌های خطوط مستقیم – خطوط شکسته «گردان» طرح عبدالسرخ – طرح بلوچی – طرح‌های اصیل شاه عباسی – شاه عباسی لچک ترنج – گل‌های منظره‌ای – طرح محرابی – طرح گل ختایی و طرح‌های زیر خاکی اشاره نمود و طرح زیر خاکی این منطقه برگرفته از تصویر طرح‌هایی که چندین سال قبل از محوطه باستانی فیروز آباد این شهرستان کشف شده است اشاره کرد و طرح یک دوم که نقش دو نیمه قالی با یکدیگر قرینه است و طرح یک دوم قرینه سازی در چهار قسمت اجرا می‌گردد؛ و هنرهای دیگر نظیر گلیم بافی، جاجیم بافی، خورجین بافی در منطقه درونه و نمد مالی، کلاه مالی و سفالگری در روستای باب‌الحکم این شهرستان رواج دارد که نمدهای این روستا به کشورهای آلمان، روسیه و عربی صادر می‌شود؛ و هنر معرق روی چوب، گلسازی، نقاشی روی شیشه در بردسکن رایج است.

### آداب و رسوم
در فرهنگ همگانی مردم شهرستان بردسکن جشن و مراسم شادمانی و سرور فراوانی وجود دارد. جشن خواستگاری، جشن عقد خوانی، جشن عروسی، جشن به دنیا آمدن فرزند و نام‌گذاری او در روز سوم و دعوت از اقوام و آشنایان در روز هفتم تولد، جشن خرمن پس از جمع‌آوری محصول با مراسم ویژه و رقص چوب بازی همراه است. جشن ختنه سوری، جشن عید نوروز، جشن سده که معمولاً در شب دهم بهمن برگزار می‌شود و در شب‌های زمستان نیز اقوام در منزل ریش سفید قبیله تجمع می‌کنند و داستان‌های نجما، فرهاد و شیرین، عارف، سراج القلوب، امیر ارسلان، موش و گربه، طوطی نامه، محمد حنفیه، شاه عباس، سلیمان، پسر سقا، تنبل شاه عباس، حیدر بیگ، اسب پریزاد، هابیل و قابیل، موسی و فرعون، جنگ‌های علی، ضامن آهو، بهرام گور، یوسف و زلیخا، عاق والدین و ماجراهای کتاب طوفان را نیز نقل می‌کنند.

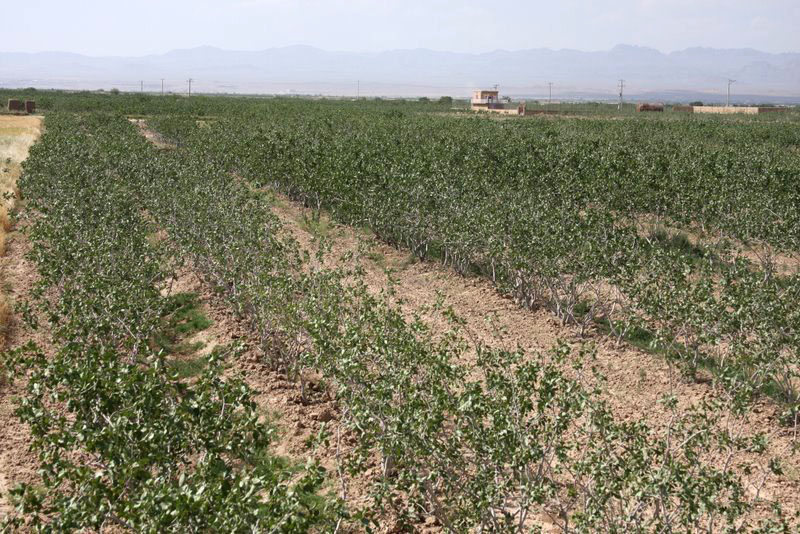
باغ‌های پسته بردسکن

### سوغات و ره‌آورد
از سوغات و ارمغان‌های شهرستان بردسکن می‌توان به انواع گلیم‌ها و قالیچه‌ها اشاره کرد؛ همچنین سبدهای حصیرباف، کلاه و نمد این منطقه مورد توجه گردشگران و مسافرین است. بردسکن دارای محصولات باغی معروفی از جمله پسته، انار (رب انار)، انگور، کشمش، گردو، زعفران این منطقه از شهرت بسزائی برخوردار است و حلوا مغزی این منطقه که با شیره انگور و کنجد و گیاهی بنام بیخ در باب‌الحکم پخت می‌شود. همچنین پسته تولیدی روستاهای رکن‌آباد، عظیم‌آباد و قوژدآباد کیفیت بالا و خواهان بسیاری دارد.

## اماکن تاریخی، آثار باستانی و جهانگردی

### آثار ملی ثبت‌شده

#### بناها
- برج فیروزآباد[۱۳]
- برج علی‌آباد[۱۴]
- رباط کبودان[۱۵]
- آب‌انبار کوشه[۱۶]
- مسجد جامع کوشه[۱۷]
- امامزاده الله‌آباد[۱۸]
- آرامگاه عبدل‌آباد[۱۹]
- مسجد زیرک‌آباد[۲۰]
- مسجد جامع سیف‌آباد[۲۱]
- آب‌انبار سید باقر[۲۲]
- قلعه رحمانیه[۲۳]
- مسجد جامع قدیم بردسکن[۲۴]
- قلعه دختر درونه[۲۵]
- مسجد حطیطه[۲۶]
- خانه شازده[۲۷]
- خانه علوی[۲۸]
- آب‌انبار قوژدآباد[۲۹]
- مسجد شهرآباد[۳۰]
- آب‌انبار رکن‌آباد[۳۱]
- قلعه دختر خوشاب[۳۲]
- آب‌انبار باب‌الحکم[۳۳]
- آب‌انبار خرم‌آباد[۳۴]
- خانه علمی[۳۵]
- تپه چوپان[۳۶]

#### محوطه‌ها
- محوطه عبدل‌آباد[۳۷]
- محوطه فیروزآباد[۳۸]

#### غارها
- غار درونه[۳۹]

### دیگر آثار
- امامزاده سید طاهر الحسینی بردسکن[۴۰]
- امامزاده سید هاشم انابد[۴۱]
- امامزاده سید هاشم سرنخواب؛ معروف به مزار پیر سرنخواب[۴۲]
- آب‌انبار درونه
- آبشار سربرج[۴۳]
- بافت پلکانی روستای زروقت
- بافت پلکانی روستای کاسف
- پناهگاه حیات وحش دشت لاغری[۴۴]
- تنگل ارغوان کشمر[۴۳]
- جنگل تاغ[۴۳]
- جنگل کاسف[۴۳]
- جنگل هدک[۴۳]
- چنار بیجورد[۴۵]
- چنار هدک[۴۳]
- سرو زوبین هدک[۴۳]
- درخت کهنسال درونه
- دره کاسف[۴۳]
- دهانه آب درونه[۴۶]
- دهانه بیجورد[۴۳]
- سوراخ پیسوف
- غار آزادی
- غار آوا
- غار آهوبم
- غار سیر[۴۳]
- غار شیرپناه
- قلعه دختر دهن‌قلعه
- قلعه شادی آب[۴۷]
- کفه نمکی بردسکن[۴۸]
- کویر ملک بابو[۴۳]
- مزار کدوغن[۴۹]
- منطقه حفاظت‌شده درونه[۵۰]

## مراکز آموزش عالی

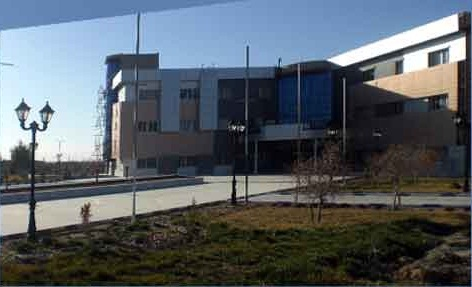
دانشگاه آزاد اسلامی واحد بردسکن

- دانشگاه آزاد اسلامی واحد بردسکن
- دانشگاه پیام نور واحد بردسکن
- دانشگاه علمی کاربردی بردسکن

## مراکز اقامتی
- اقامتگاه بوم‌گردی سبنی در روستای کبودان[۵۱]
- اقامتگاه بوم‌گردی بی‌بی بانو در روستای کبودان[۵۱]
- اقامتگاه بوم‌گردی سرکمر در روستای کبودان[۵۱]
- اقامتگاه بوم‌گردی میرزا غلامحسین خان در روستای درونه[۵۱]
- مهمان‌پذیر سرو کشمر در ورودی شهر[۵۱]
- زائرسرای امامزاده هاشم در ۵ کیلومتری غرب شهر انابد[۵۱]
- زائرسرای علی بن موسی الرضا در خیابان عدالت شهر[۵۱]